# يو إغاراشي
يو إغاراشي (باليابانية: 五十嵐優؛ بالكانا: いがらし ゆ) هو لاعب كرة الريشة ياباني، ولد في 15 مايو 1995 في ياماغاتا في اليابان.

## وصلات خارجية
- يو إغاراشي على موقع BWF.tournamentsoftware.com (الإنجليزية)
- يو إغاراشي على موقع BWFbadminton.com (الإنجليزية)